# Acanthodelta demepa
Acanthodelta demepa là một loài bướm đêm trong họ Noctuidae.